# Projet d'Anatolie du Sud-Est
Pour les articles homonymes, voir GAP.
 (novembre 2020).

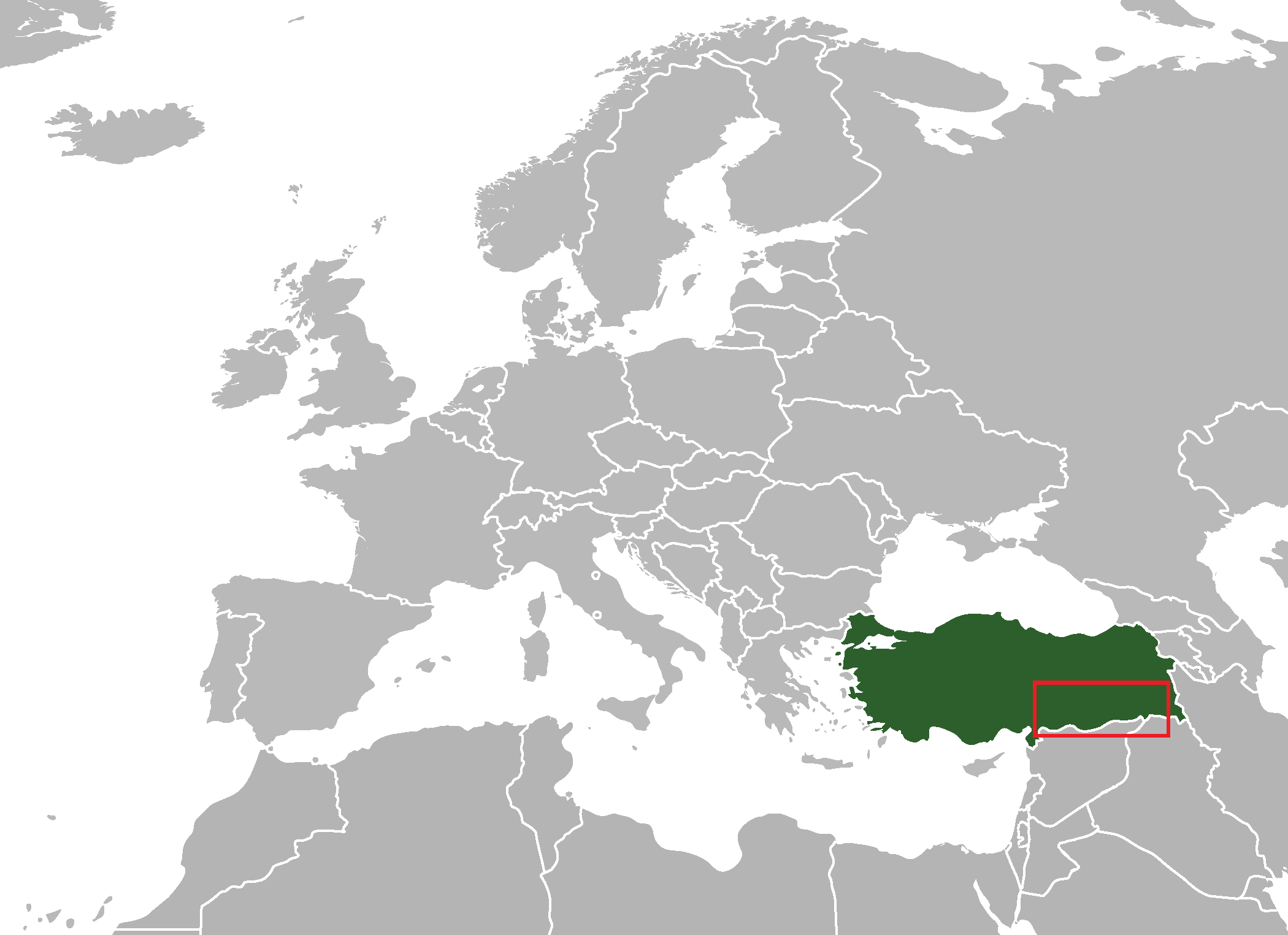
Localisation du GAP

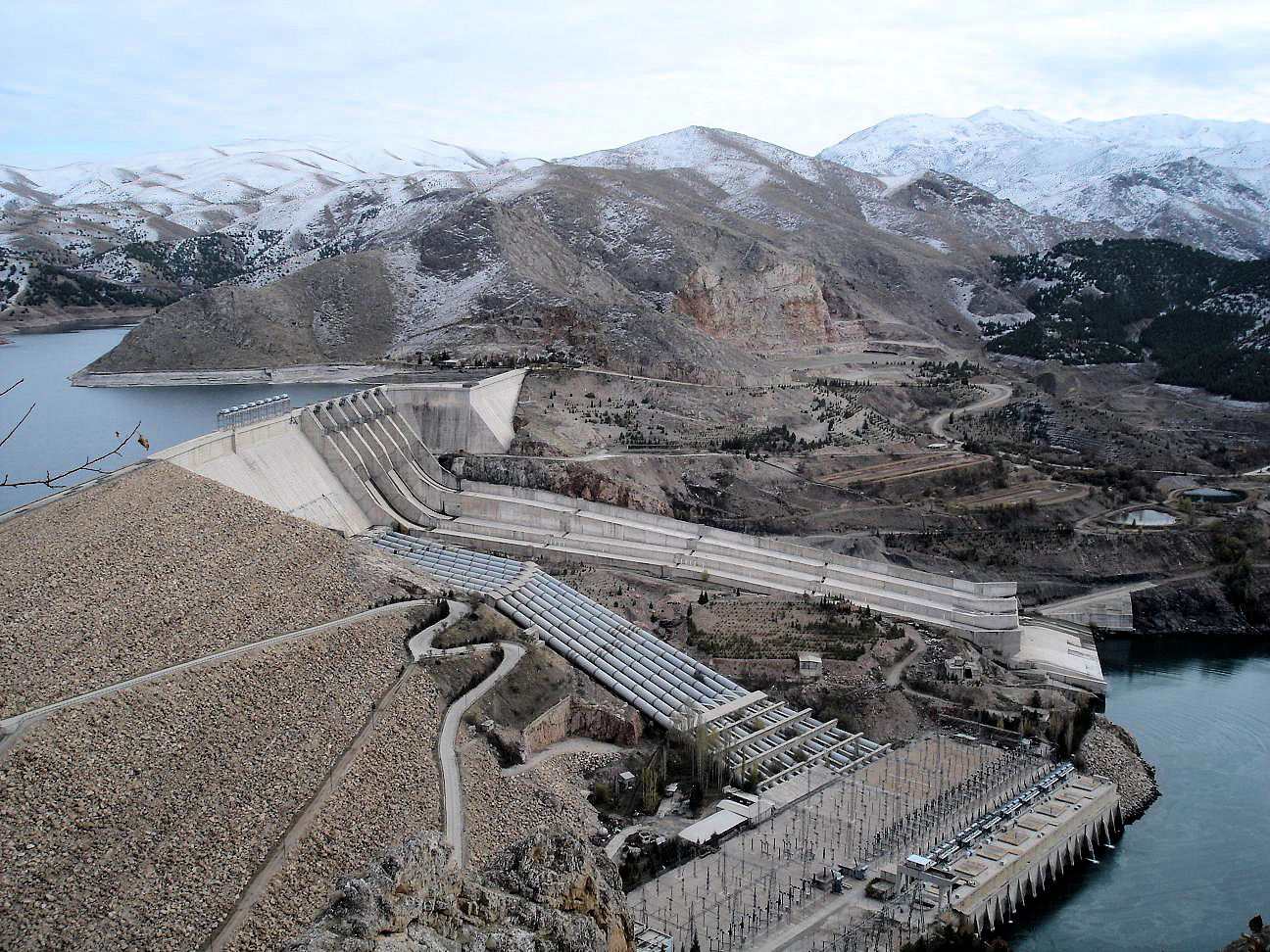
Barrage de Keban.

Le projet d'Anatolie du Sud-Est (en turc, Güneydoğu Anadolu Projesi ou GAP) est un projet d'aménagement du sud-est anatolien mené par le gouvernement turc depuis 1975, pour un coût de 32 milliards $. Il consiste essentiellement à irriguer 1,7 million d'hectares de terres arides à partir de 22 barrages principaux construits sur les bassins versants du Tigre et de l'Euphrate. En parallèle, 19 usines hydroélectriques permettront de fournir 7476 MW.
Ce projet devrait réduire de 22 km3 par an le débit des fleuves Tigre et Euphrate. Le partage des eaux de ces deux fleuves est une source de conflit entre la Turquie, la Syrie et l'Irak.

## Étendue géographique
Le GAP couvre huit provinces du Sud-est de l'Anatolie (Adıyaman, Batman, Diyarbakır, Gaziantep, Siirt, Şanlıurfa, Mardin et Şırnak).

## Développement économique

### Irrigation
Le GAP devrait doubler les surfaces agricoles irriguées de la Turquie. L'augmentation de l'activité agricole du GAP est montrée par les cartes ci-dessus. La production de coton est déjà passée de 150 000 à 400 000 tonnes, faisant de la région le premier producteur du pays.
Le GAP créera 1,7 million d'hectares de terres irriguées dans la plaine d'Harran.
Les rapports indiquent que l'irrigation issue du barrage Atatürk a triplé les rendements des récoltes de coton, de blé, d'orge, de lentilles, et d'autres céréales. Un certain nombre d'initiatives soutenues par le ministère de l'agriculture encouragent des fermiers à expérimenter de nouvelles variétés de fruits et légumes qui ne poussaient pas dans la région antérieurement.
Le revenu moyen aurait ainsi triplé dans les huit dernières années.

### Pêche
Le GAP se construit dans une région où l'eau est rare. Le grand nombre de lacs créés a permis de développer une activité de pêche.

### Énergie
Les 19 usines hydroélectriques devraient fournir 22 % de la consommation turque estimée en 2010. Le tableau ci-dessous présente la part du GAP dans la production hydroélectrique de la Turquie ainsi que dans la production d'énergie électrique globale.
| Année                  | Turquie                    | Turquie                          | Turquie     | Production hydroélectrique du GAP (GWh) | Part du GAP                                        | Part du GAP                               |
| Année                  | Production thermique (GWh) | Production hydroélectrique (GWh) | Total (GWh) | Production hydroélectrique du GAP (GWh) | Part du GAP dans la production hydroélectrique (%) | Part du GAP dans la production totale (%) |
| 1995                   | 52 548                     | 31 973                           | 84 521      | 16 114                                  | 50                                                 | 19                                        |
| 1996 (6 premiers mois) | 23 520                     | 21 805                           | 45 325      | 10 211                                  | 47                                                 | 22,5                                      |
| 1996                   | 54 448                     | 40 423                           | 94 871      | 19 314                                  | 8                                                  | 20                                        |
| 1997 (6 premiers mois) | 29 224                     | 20 456                           | 49 680      | 10 362                                  | 51                                                 | 21                                        |
| 1997                   | 63 299                     | 39 764                           | 103 063     | 19 385                                  | 48.7                                               | 18.8                                      |
| 1998 (6 premiers mois) | 32 571                     | 21 135                           | 53 706      | 9 959                                   | 47,1                                               | 18,5                                      |
| 1998                   | 68 677                     | 42 224                           | 110 901     | 20 053                                  | 47.5                                               | 18                                        |
| 1999 (6 premiers mois) | 37 860                     | 18 493                           | 56 353      | 6 967                                   | 37,7                                               | 12,4                                      |
| 1999                   | 81 800                     | 34 629                           | 116 429     | 14 781                                  | 42.7                                               | 12.7                                      |
| 2000 (6 premiers mois) | 43 531                     | 17 632                           | 61 163      | 6 992                                   | 39,7                                               | 11,4                                      |
| 2000                   | 94 041                     | 30 881                           | 124 922     |                                         |                                                    |                                           |
| 2001                   | 98 720                     | 24 005                           | 122 725     |                                         |                                                    |                                           |
| 2002                   | 94 717                     | 33 683                           | 129 400     |                                         |                                                    |                                           |

## Principaux ouvrages
(Article complet: liste des ouvrages hydrauliques du GAP)

### Vue générale des ouvrages hydrauliques
Le plan ci-dessous montre l'emplacement des principaux ouvrages hydrauliques du haut bassin Tigre-Euphrate.

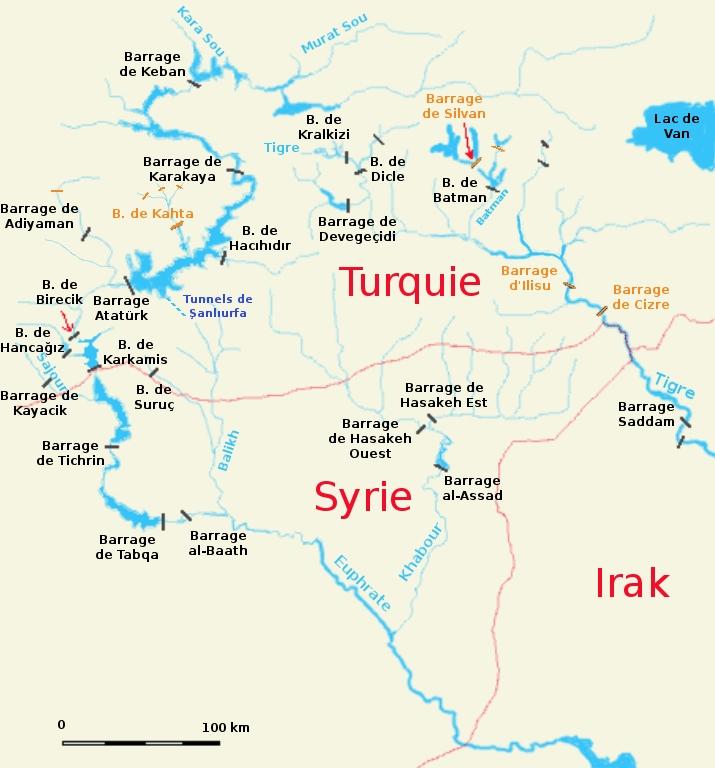
Vue générale des principaux ouvrages hydrauliques

### Barrages en fonctionnement
|                      | Année de mise en service | Volume d'eau retenu | Capacité | Surface irriguée |
| -------------------- | ------------------------ | ------------------- | -------- | ---------------- |
| Bassin de l'Euphrate |                          |                     |          |                  |
| Karakaya             | 1987                     | 9 580 hm3           | 1 800 MW | -                |
| Atatürk              | 1992                     | 48 700 hm3          | 2 400 MW | 872 385 ha       |
| Birecik              | 2000                     | 1 220 hm3           | 672 MW   | -                |
| Karkamış             | 1999                     | 157 hm3             | 180 MW   | -                |
| Hancağız             | 1988                     | 100 hm3             | -        | 10 736 ha        |
| Camgazi              | 1998                     | 56 hm3              | -        | 6 532 ha         |
| Bassin du Tigre      |                          |                     |          |                  |
| Dicle                | 1997                     | 595 hm3             | 110 MW   | 126 080 ha       |
| Batman               | 1998                     | 1 175 hm3           | 198 MW   | 37 744 ha        |
| Kralkızı             | 1997                     | 1 919 hm3           | 94 MW    | 10 736 ha        |

### Tunnels

#### Tunnels deŞanlıurfa(ou d'Urfa)
Deux tunnels de 26,4 kilomètres chacun convoient 328 m3 des barrages vers les plaines de Şanlıurfa, Ceylanpınar et Mardin. L'usine hydroélectrique de Şanlıurfa produit également 124 GWh par an.

### Projets de barrages

#### Barrage d'Ilısu
Projet de barrage sur le Tigre devant contenir 10 400 hm³ et produire 1 200 MW. Ce projet est particulièrement contesté par les Kurdes pour différents motifs :
- la destruction du patrimoine historique (en particulier la ville de Hasankeyf).
- le déplacement de plus de 70 000 personnes.
- le contrôle du débit du Tigre peut permettre d'assoiffer l'Irak et en particulier les Kurdes du Nord de l'Irak.

En 2002, des sociétés britanniques se sont retirées du projet sous la pression des associations, mais le projet semble repartir avec la participation de la société germanique Siemens.

## Buts stratégiques
Historiquement, l'Anatolie du Sud-est est un point de passage de la route des Indes avant le contournement de l'Afrique par les Portugais. Très riche culturellement, la région a décliné depuis. L'un des buts officiels du projet est de revaloriser la vie économique, sociale et culturelle de la région.
Peuplée de Kurdes, cette région est également une zone de conflit intérieur où le Parti des travailleurs kurdes (PKK) est très présent. Cette population est généralement plus pauvre de 47 % que la population turque. L'amélioration des conditions économiques devrait réduire les velléités séparatistes et améliorer également le contrôle de la région par les modifications des structures de communications. Les populations au contact des régions kurdes d'Irak seront d'ailleurs déplacées par la construction du barrage d'Ilısu. Le projet prévoit la création de 3,5 millions d'emplois.
La construction des barrages permet également de contrôler très finement l'eau s'écoulant en aval vers la Syrie et l'Irak. Les relations avec ces deux pays se sont d'ailleurs considérablement dégradées depuis le lancement du projet.

## Photos

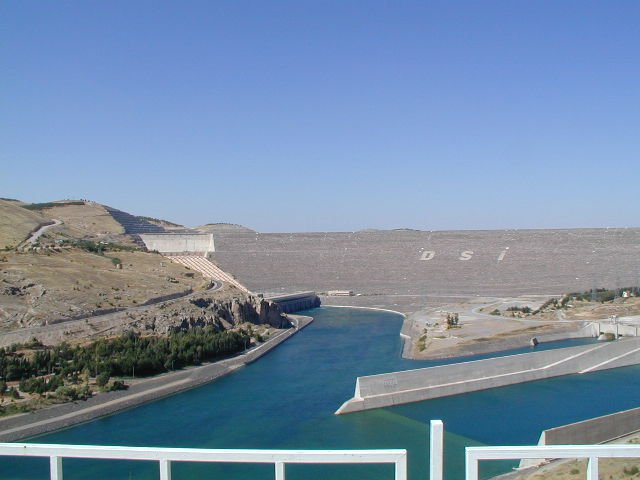
Le barrage Atatürk, pièce maîtresse
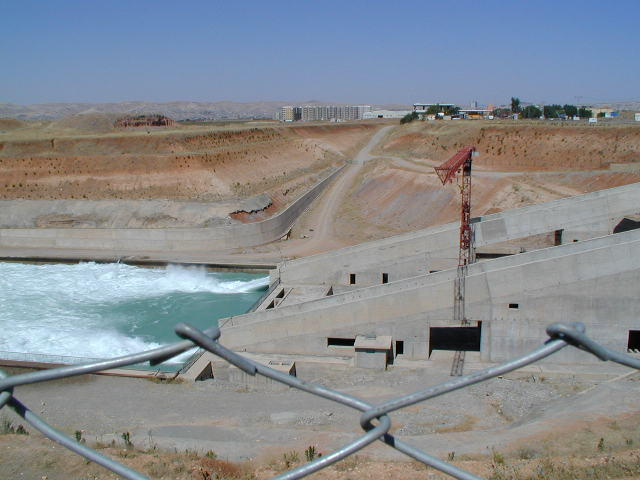
Dissipateur d'énergie
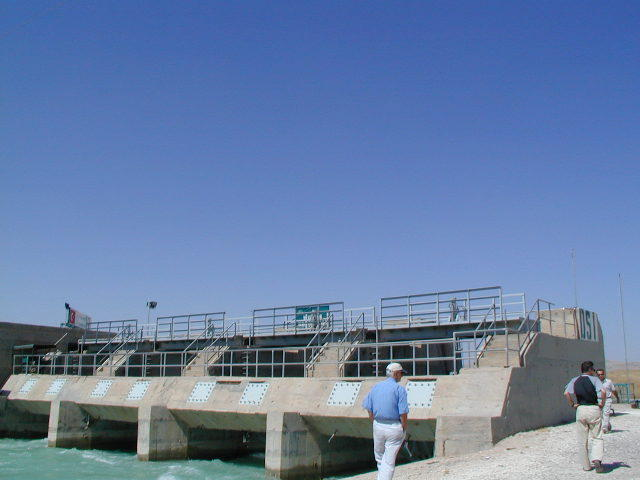
Vannes
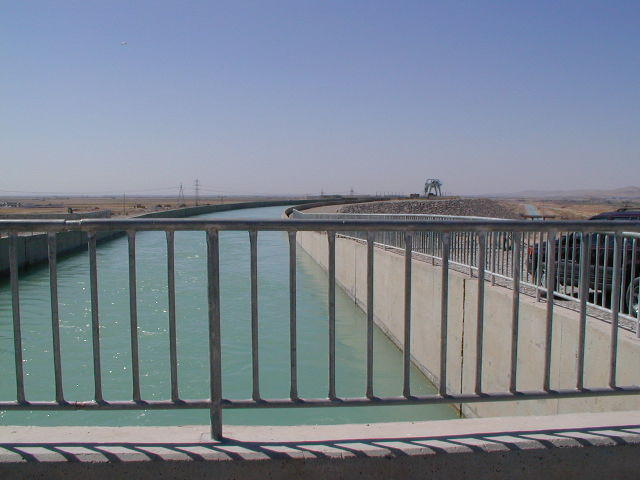
Canal principal
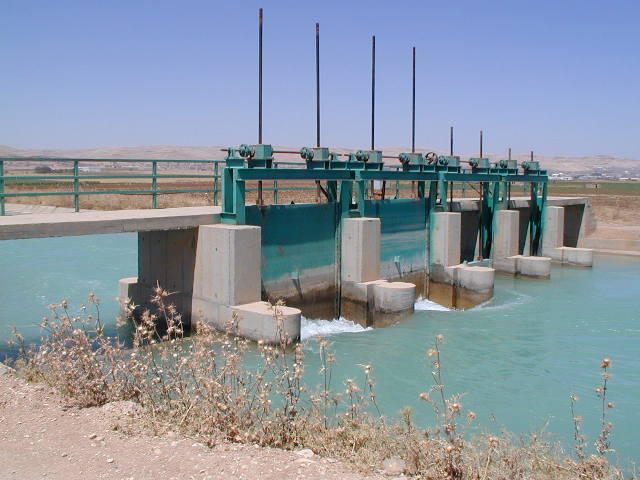
Vannes de régulation
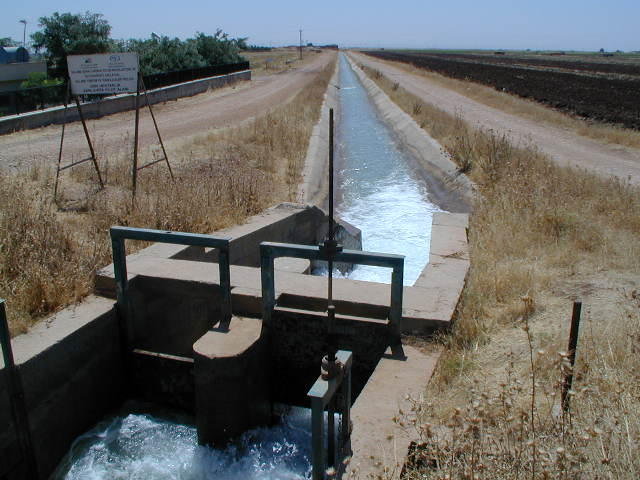
Canal d'Harran
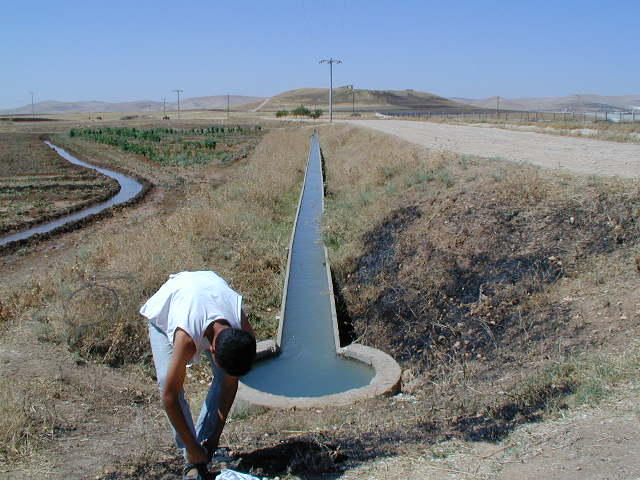
Canaux de distribution
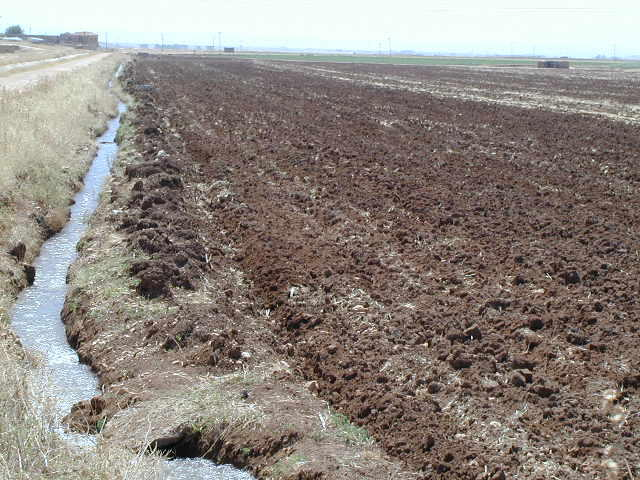
Canaux de distribution
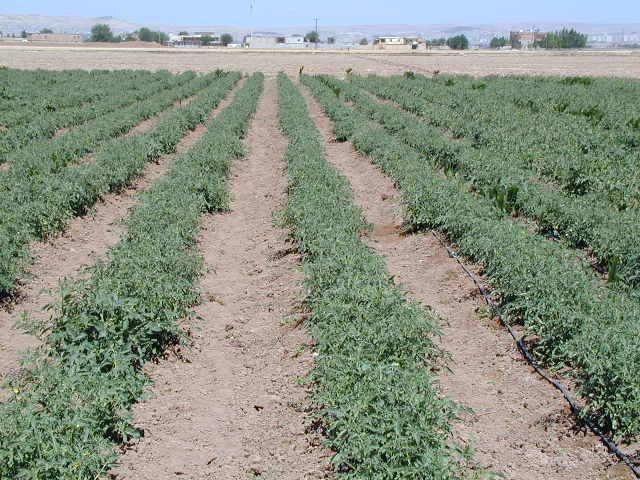
Irrigation au goutte-à-goutte

#### Sites officiels
- (tr) www.dsi.gov.tr: Agence gouvernementale des ouvrages hydrauliques
- (en) www.gap.gov.tr: Site officiel du GAP
- (en) www.gapturkiye.gen.tr: Site de présentation officiel du GAP
- (en) www.un.org.tr/undp/Gap.htm: Projet de développement durable lié au GAP (Organisation des Nations unies)
- (fr) www.icold-cigb.org: Commission internationale des grands barrages
- (en) www.dsi.gov.tr/tricold: Commission turque pour les grands barrages

#### Sources
- (en) www.gapturkiye.gen.tr/english/current.html : Avancement du GAP en juin 2000
- (en) www.ecgd.gov.uk/eiar_s2.pdf : Rapport d'avril 2001 sur le GAP et l'impact de la construction du barrage d'Ilisu

#### Autres sites
- (en) www.rivernet.org/turquie/ilisu.htm : Article sur le GAP et la construction du barrage d'Ilisu
- (en) www.ilisu.org.uk : Campagne contre le barrage d'Ilısu